# Třebešice, Kutná Hora
Třebešice là một làng thuộc huyện Kutná Hora, vùng Středočeský, Cộng hòa Séc.